# ヴァネッサ・ローレンス
ヴァネッサ・ヴィヴィアン・ローレンスCB FRGS FRICS（英語: Vanessa Viviane Lawrence, 1962年7月14日 - ）は、イギリスの地理学者で実業家、講演者。
2014年4月までの14年間、イギリス政府の地図作成機関である陸地測量局局長兼最高経営責任者の座にあり、設立以来100年余りで同機関初の女性局長として、なおかつ前任者の誰よりも長くその職責を果たした。
公務員であった時期にはCEO協会の共同創設者兼初代議長として政府機関や商業基金、非常勤組織のCEOを代表した。そのほか地理情報パネルの議長として、通称を「Place Matters」（場所は大切）というイギリス地理情報戦略（Location Strategy of the United Kingdom）を作成した。副首相官邸およびオープン地理空間共同体非常勤取締役を歴任。
政府機関に移る以前はオートデスクおよびピアソン系列企業のロングマン社に勤めた。

## 国連の専門家委員会
2011年、国連はローレンスをグローバル地理空間情報管理専門家委員会（UN-GGIM）初代共同議長に選出、この役職についた4年間に各方面の協力を取り付け、UN-GGIMの立場を地理情報における政府および民間の主要な国際機関として確立した。任期満了にあたり事務局次長のウ・ホンボ博士から感謝状を受けており、その文面を引用する。
「国連グローバル地理空間情報管理専門家委員会（UN-GGIM）は深い感謝と敬意、報恩の念をもってヴァネッサ・V・ローレンス博士を讃えるものであります。専門家委員会は国際連合経済社会理事会（ECOSOC）が2011年に設立して以来、リーダーシップと献身的な努力によってUN-GGIMの推進と形成に関わり指導された博士に対して、国連加盟国すべてを代表し感謝します。本委員会の初代共同議長の座にあった2011年から2015年にわたり、博士のグローバルな知見と専門知識のおかげで、所期の目標達成に大きく前進しました。国際社会は博士の導きにより、グローバルな開発における地理空間情報の本質的な役割をさらに認識するに至りました。謝意を込めて」
2015年にはイギリス宇宙局の代表権のない業務取締役、WBGの地理空間情報国際アドバイザー、ロケーション・インターナショナル社取締役、アーバン・ビッグデータ・センター評議員を委嘱される。

## 栄誉栄典
2008年の新年叙勲リスト (イギリス)においてバス勲章3等級（コンパニオン＝CB）に推挙を受ける。土木測量士協会およびマネジメント専門協会（王立工学アカデミー）名誉フェロー、また英国王立勅許鑑定士協会フェロー、CMI（en）コンパニオン、王立地理学会フェロー、王立スコットランド地理協会名誉フェロー（FRSGS）、王室特任地理学者でもある。
きわだつ功績と世界的な評価に対し王立スコットランド地理協会より地理章を授かり、経営者協会（Institute_of_Directors）2008年イギリス東南部年間経営者賞、地理空間フォーラム2000年-2010年紀人物賞に選ばれる。
2001年から2008年までサウサンプトン大学評議員を務めた経緯から、2008年にはケンブリッジ大学評議員に招かれる。
イギリス陸軍工兵隊第135騎兵大隊名誉大佐、サウサンプトン大学非常勤教授（地理学・環境科学）、キングストン大学科学技術コンピュータ学部（技術環境科学調査センター客員教授）、地理学会名誉副会長。王立地理学会およびウィンチェスター科学館の評議員を務め、またパーキンソン病治療トラストおよびMapActionではパトロンの座にある。